# Mano Negra
Máno Négra (с исп. — «Черная Рука») — французская анархо-панк рок-группа, лидером которой был Ману Чао. Была основана в 1987 году Ману вместе с его братом Антуаном. Просуществовала до приблизительно 1994—1995 года.

## История
История группы начиналась в середине 1980-х годов. Мануэль Чао (Ману Чао) родился в Париже. Его отец, Рамон Чао — испанский писатель, написавший несколько книг и работавший во влиятельной газете «Le Monde». Мануэль, Сантиаго Касариего (Santiago Casariego) который так же был родом из Испании и кузен Ману вместе с другими музыкантами организовали группу Le Hots Pants (Горячие Штаны), стоит упомянуть, что до этого Ману уже прославился в парижской подземке благодаря своему таланту. Le Hots Pants отличались заразительными ритмами рокабилли и они заслужили пару положительных отзывов, особенно за «индейский дух» группы. Из-за разной музыкальной направленности каждого из членов группы и группы в целом Le Hots Pants распалась. Тогда Ману Чао, Сантияго Касариего и Антонио Чао (так же известного как Тоньё дель Борнео (Tonyo del Borneo) и Брат Ману) решили создать проект, главная цель которого состояла в отражении в музыкальной форме всех культурных влияний и стилей, которые окружали их в жизни: испанское, так как они все были оттуда родом, французское, так как они там жили, и влияние Северной Африки, так как в их районе было много выходцев из Алжира, Сенегала, Марокко, вот тогда и зародился проект Mano Negra.
La Mano Negra («Чёрная рука») — название экстремистской организации, образовавшейся в развивающихся странах, но ставшей известной благодаря террористическим актам в Андалусии, Испания. Музыкальная группа «Mano negra» была основана в 1986. Ману и остальные начали набирать членов группы в Париже.

## Дискография
Альбомы
- 1988: Patchanka
- 1989: Puta’s Fever
- 1991: King of Bongo
- 1994: Casa Babylon

Концертный альбом
- 1992: In the Hell of Patchinko

Сборники
- 1991: Amerika Perdida
- 1998: Best of
- 2004: L’Essentiel

Музыканты группы также принимали участие в записи альбома «Spaced» французского музыканта и диджея Alif Tree.